# Lijst van rijksmonumenten in Hoeven
De plaats Hoeven telt 11 inschrijvingen in het rijksmonumentenregister. Hieronder een overzicht.
| Object | Oorspronkelijke functie?  | Bouwjaar             | Architect                        | Locatie               | Coördinaten?                  | Nr.?   | Afbeelding |
| --- | ------------------------- | -------------------- | -------------------------------- | --------------------- | ----------------------------- | ------ | --- |
| De Toekomst / De Hoop | Industrie- en poldermolen | 1862                 |                                  | Sprangweg 42          | 51° 34' 36" NB, 4° 35' 29" OL | 15382  | Meer afbeeldingen |
| Boerderij met pannendak en ramen met kleine roedenverdeling en luiken; levensboom in bovenlicht. Grote staldeuren, zijgevel met sierankers | Boerderij                 | ca. 1890 (sierankers |                                  | Sprangweg 11          | 51° 34' 48" NB, 4° 35' 25" OL | 15413  | Meer afbeeldingen |
| Dorpspomp: hardstenen pomp met vier schamppalen                                                                                            | Straatmeubilair           |                      |                                  | Pomp a/d/ Bovenstraat | 51° 34' 44" NB, 4° 35' 13" OL | 22201  | Meer afbeeldingen |
| Woonhuis, opgetrokken in gele steen met witgeschilderde voorgevel                                                                          | Woonhuis                  | 1667 (jaartalanker)  |                                  | Goudbloemsedijk 3     | 51° 37' 33" NB, 4° 34' 20" OL | 22202  | Woonhuis, opgetrokken in gele steen met witgeschilderde voorgevel                                                    |
| Bovendonk: toegangshek | Erfscheiding              | 1905-1907            | Joseph Cuypers en Pierre Cuypers | Hofstraat 8           | 51° 35' 1" NB, 4° 34' 51" OL  | 521543 | Meer afbeeldingen |
| Bovendonk: kapel | Kapel                     | 1921-1923            | Joseph Cuypers                   | Hofstraat 8           | 51° 35' 0" NB, 4° 34' 48" OL  | 521544 | Meer afbeeldingen |
| Kerk van de H. Joannes de Doper | Kerk en kerkonderdeel     | 1928-1929            | J.H. Berben                      | St. Janstraat 40      | 51° 34' 55" NB, 4° 35' 8" OL  | 521566 | Meer afbeeldingen |
| Romp van een molen, die gelegen is op een terp aan de Poldersvliet en oorspronkelijk de Sint-Maartenspolder bemaalde                       | Industrie- en poldermolen | 1790-1810            |                                  | Poldersdijk 4         | 51° 37' 7" NB, 4° 34' 52" OL  | 521567 | Romp van een molen, die gelegen is op een terp aan de Poldersvliet en oorspronkelijk de Sint-Maartenspolder bemaalde |
| Bovendonk: hoofdgebouw | Kerk en kerkonderdeel     | 1903-1908            | Pierre Cuypers                   | Hofstraat 8           | 51° 35' 0" NB, 4° 34' 48" OL  | 525963 | Meer afbeeldingen |
| Bovendonk: energiecentrale | Nutsbedrijf               | 1905-1908            | Pierre Cuypers                   | Hofstraat 8           | 51° 35' 0" NB, 4° 34' 48" OL  | 525965 | Upload foto |
| Pastorie | Kerkelijke dienstwoning   | 1783                 |                                  | St. Janstraat 20      | 51° 34' 51" NB, 4° 35' 16" OL | 526443 | Meer afbeeldingen |